# Vincent O'Sullivan
vicent  Gerard O'Sullivan (28 de septiembre de 1937 - 28 de abril de 2024) fue un escritor neozelandés. Poeta, cuentista, novelista, dramaturgo, crítico, editor, biógrafo y libretista, dio conferencias en inglés y fue profesor de literatura inglesa en la Universidad Victoria de Wellington.

## Biografía
Nacido en Auckland, O'Sullivan era el menor de seis hijos de Timothy O'Sullivan (nacido en Tralee, Irlanda) y Myra O'Sullivan (de soltera McKean). Fue educado en St Joseph's School en Gray Lynn y Sacred Heart College en Glendowie . Se graduó en la Universidad de Auckland y en el Lincoln College de Oxford.
El primer matrimonio de O'Sullivan fue con Tui Rererangi Walsh, con quien tuvo dos hijos; Deirdre y Dominic O'Sullivan. Posteriormente vivió en Port Chalmers, Dunedin, con su segunda esposa, Helen.
O'Sullivan murió en Dunedin el 28 de abril de 2024, a la edad de 86 años.

## Carrera
O'Sullivan dio conferencias en la Universidad Victoria de Wellington (VUW) de 1963 a 1966, y en la Universidad de Waikato entre 1968 y 1978. Se desempeñó como editor literario del NZ Listener de 1979 a 1980, y luego, entre 1981 y 1987, ganó una serie de residencias de escritores y becas de investigación en universidades de Australia y Nueva Zelanda: VUW, Universidad de Tasmania, Universidad Deakin (Geelong), Universidad de Flinders de Adelaida, Universidad de Australia Occidental y Universidad de Queensland. Estos fueron interrumpidos en 1983 por un año como dramaturgo residente en el Downstage Theatre de Wellington. En 1988 regresó a VUW, donde fue profesor de literatura inglesa hasta su jubilación en 2004. Entre sus alumnos notables se encontraba Majella Cullinane.

## Honores y premios
En 1966, O'Sullivan ganó el premio NZSA Jessie Mackay al mejor primer libro de poesía, en 1979 recibió el premio Katherine Mansfield Memorial por un cuento, y en 1994 recibió la beca Katherine Mansfield Memorial. Ganó el Premio del Libro de Poesía de Montana Nueva Zelanda en 1999.
En los honores del cumpleaños de la reina de 2000, O'Sullivan fue nombrado Compañero Distinguido de la Orden del Mérito de Nueva Zelanda, por sus servicios a la literatura. En 2009, tras la restauración de los honores titulares por parte del gobierno de Nueva Zelanda, inicialmente declinó la redesignación como Caballero Compañero de la Orden del Mérito de Nueva Zelanda, porque, en su opinión, no encajaba con Nueva Zelanda "histórica y socialmente", y que "no parecía tener mucho sentido en la sociedad neozelandesa contemporánea". Sin embargo, aceptó el cambio en diciembre de 2021.
O'Sullivan recibió la Beca de Escritor Michael King de Creative New Zealand en 2004, el Premio del Libro de Poesía de Montana Nueva Zelanda 2005 y el Premio del Primer Ministro a los Logros Literarios en 2006. Fue Poeta Laureado de Nueva Zelanda durante el período 2013 a 2015, y en 2016 fue el Escritor de Honor de Nueva Zelanda en el Festival de Escritores de Auckland.
O'Sullivan recibió el premio general de no ficción en los Ockham New Zealand Book Awards 2021 por The Dark is Enough Light: Ralph Hotere a Biographical Portrait.

## Obras

### Poesía
- 1965 Our Burning Time[19]
- 1969 Revenants[20]
- 1973 Bearings[21]
- 1976 From the Indian Funeral[22]
- 1977 Butcher & Co.[23]
- 1980 Brother Jonathan, Brother Kafka (with prints by John Drawbridge)[24]
- 1982 The Rose Ballroom and Other Poems[25]
- 1982 The Butcher Papers[26]
- 1986 The Pilate Tapes[27]
- 1992 Selected Poems[28]
- 1988 Seeing You Asked[29]
- 2001 Lucky Table[30]
- 2004 Nice Morning for It, Adam
- 2004 Homecoming - Te Hokinga Mai
- 2007 Blame Vermeer[31]
- 2009 Further Convictions Pending: Poems 1998–2008[32]
- 2011 The Movie May Be Slightly Different[33]
- 2013 Us, Then[34]
- 2015 Being Here: Selected Poems[35]
- 2016 And So It Is: New Poems[36]

### Cuentos cortos
- 1978 The Boy, The Bridge, The River[37]
- 1981 Dandy Edison for Lunch and Other Stories[38]
- 1985 Survivals[39]
- 1990 The Snow in Spain: Short Stories[40]
- 1992 Palms and Minarets: Selected Stories[41]
- 2014 The Families: Stories[42]
- 2022 Mary's Boy, Jean-Jacques and other stories

### Novelas
- 1976 Miracle: A Romance[43]
- 1993 Let the River Stand[44]
- 2018 All This By Chance[45]

### Obras de teatro
- 1983 Shuriken[46] (Downstage, Wellington)
- 1983 Lysistrata (No realizado)
- 1984 Ordinary Nights in Ward 10 (New Depot, Wellington)
- 1988 Jones and Jones[47] (Downstage, Wellington)
- 1989 Billy[48] (Bats Theatre, Wellington)
- 1994 The Lives and Loves of Harry and George (Downstage, Wellington)
- 1996 Take the Moon, Mr Casement (Court Theatre, Christchurch)
- 2003 Yellow Brides
- 2021 Simple Acts of Malice

### No ficción
- 1974 Katherine Mansfield's New Zealand (revised 2013)[49]
- 1976 James K. Baxter (New Zealand Writers and Their Work series)[50]
- 2002 On Longing (Montana Essay Series)[51]
- 2003 Long Journey to the Border: A Life of John Mulgan[52]
- 2020 Ralph Hotere: The Dark is Light Enough[53]

### Obras editadas
- 1970 An Anthology of Twentieth-Century New Zealand Poetry[54] (Revisado 1976 y 1987)
- 1975 New Zealand Short Stories: Third Series[55]
- 1983 The Oxford Anthology of New Zealand - Redacción desde 1945, coeditor con MacDonald P. Jackson[56]
- 1982 The Aloe, with Prelude[57]
- 1985 Collected Poems: Ursula Bethell[58]
- 1988 Poems of Katherine Mansfield[59]
- 1989 The Selected Letters of Katherine Mansfield[60]
- 1992 The Oxford Book of New Zealand Short Stories[61]
- 1993 Intersecting Lines: The Memoirs of Ian Milner[62]
- 1997 New Zealand Stories: Katherine Mansfield[63]
- 1984, 1987, 1993, 1996, 2003 The Collected Letters of Katherine Mansfield (vols. 1–5), coeditor con Margaret Scott[64]
- 2006, 2012 The Collected Fiction of Katherine Mansfield, 1916–1922 (vols. 1–2), coeditor con Gerri Kimber[65]

### Libretos
- 2002 Black Ice (con compositor Ross Harris)
- 2004 Lines from the Beach House (con compositor David Farquhar)
- 2008 The Floating Bride, the Crimson Village (con compositor Ross Harris)
- 2010 The Abiding Tides (con compositor Ross Harris)
- 2012 Songs for Beatrice: Making Light of Time (con compositor Ross Harris)
- 2014 Notes from the Front: Songs on Alexander Aitken (con compositor Ross Harris)
- 2014 Requiem for the Fallen (con compositor Ross Harris)
- 2014 If Blood Be the Price (con compositor Ross Harris)
- 2016 Brass Poppies (con compositor Ross Harris)
- 2018 Face (con compositor Ross Harris)